# Volvo 400-serien
Volvo 400-serien samlingsnamn på Volvos 440, 460 och 480-personbilsmodeller. Volvo 4x0 utgjorde den senaste och avslutande modellen av personbilar med ursprung och tillverkning i Born och Gent med historik från bilföretaget DAF som blev uppköpt av Volvo 1975.